# Маклоуи, Дэниел
Дэниел Лоуи (англ. Daniel Lowey; 28 октября 1878, Рамси, Остров Мэн — 7 апреля 1951, Ливерпуль) — британский полицейский и перетягиватель каната, серебряный призёр летних Олимпийских игр 1908.
На Играх 1908 года в Лондоне Маклоуи участвовал в турнире по перетягиванию каната, в котором его команда заняла второе место.